# Masdevallia sanctae-fidei
Masdevallia sanctae-fidei är en orkidéart som beskrevs av Friedrich Fritz Wilhelm Ludwig Kraenzlin. Masdevallia sanctae-fidei ingår i släktet Masdevallia och familjen orkidéer. Inga underarter finns listade i Catalogue of Life.